# ليزا كودرو
ليزا فاليري كودرو (بالإنجليزية: Lisa Marie Diane Kudrow) (ولدت في 30 يوليو 1963)، هي ممثلة أمريكية، حققت شهرة عالمية من خلال دورها الشهير فيبي بوفاي في المسلسل الكوميدي الأمريكي "أصدقاء" الذي عُرض بين عامي 1994 و2004. نالت السلسلة عدة جوائز من بينها جائزة إيمي برايم تايم، وجائزة نقابة ممثلي الشاشة، وجائزة ساتالايت، وجائزة الكوميديا الأمريكية، وجائزة دليل التلفزيون. ويُعدّ دور فيبي أحد أبرز الشخصيات التلفزيونية في التاريخ، كما شكّل انطلاقة ليزا الحقيقية نحو النجاح في السينما.
ظهرت ليزا لأول مرة عام 1989 في حلقة من المسلسل الشهير "تشيرز" بدور شخصية تُدعى إميلي. كما أدّت دور أورسولا في عدة حلقات من مسلسل "متيم بك" (1993)، قبل أن تجري تجربة أداء وتنال دور فيبي في "أصدقاء"؛ وقد تم دمج شخصيتها من "متيم بك" في قصة المسلسل باعتبارها الشقيقة التوأم لفيبي.
في أواخر التسعينيات، شاركت ليزا في الفيلم الكوميدي "لمّ شمل رومي وميشيل في المدرسة الثانوية" (1997)، وتبعته بدور نال استحسان النقاد في فيلم الكوميديا والدراما "عكس الجنس" (1998)، الذي فازت من خلاله بجائزة دائرة نقاد السينما في نيويورك لأفضل ممثلة مساعدة، ورُشحت لجائزة الروح المستقلة لأفضل ممثلة مساعدة.
أنشأت ليزا وساهمت في إنتاج وكتابة وبطولة مسلسل "العودة" من إنتاج HBO، والذي استمر لموسم واحد في 2005، قبل أن يُعاد إحياؤه في موسم ثانٍ نال إشادة نقدية عام 2014. رُشحت عن كلا الموسمين لجائزة إيمي برايم تايم لأفضل ممثلة رئيسية في مسلسل كوميدي.
في عام 2007، نالت ليزا إشادة نقدية عن دورها في فيلم "كابلوي"، كما ظهرت في فيلم "ملاحظة: أنا أحبك". وأنتجت ولعبت دور البطولة في مسلسل "علاج عبر الإنترنت" (2011–2015) على قناة شوتايم، الذي رُشّح أيضًا لجائزة إيمي. كذلك، عملت ليزا كمنتجة لبرنامج الواقع الوثائقي "من تظن نفسك؟" على قناتي TLC وNBC، والذي رُشح لجائزة إيمي خمس مرات. أدّت أيضًا صوت الكلبة "هوني" في المسلسل الكرتوني "هاوس بروكن" على قناة FOX.
شاركت ليزا أيضًا في أفلام عديدة، من أبرزها: "حلّل هذا" (1999) وتتمته "حلّل ذاك" (2002)، "الدكتور دوليتل 2" (2001)، "مهرجان الفرق الموسيقية" (2008)، "فندق للكلاب" (2009)، "بسهولة" (2010)، "الجيران" (2014) وتتمته "الجيران 2: صعود نادي الفتيات" (2016)، "الفتاة في القطار" (2016)، "الطفل الزعيم" (2017)، "احتمال بعيد" (2019)، و"الذكاء الحاد" (2019).

## روابط خارجية
- ليزا كودرو على موقع IMDb (الإنجليزية)
- ليزا كودرو على موقع ميتاكريتيك (الإنجليزية)
- ليزا كودرو على موقع الموسوعة البريطانية (الإنجليزية)
- ليزا كودرو على موقع روتن توميتوز (الإنجليزية)
- ليزا كودرو على موقع قاعدة بيانات الأفلام العربية
- ليزا كودرو على موقع ألو سيني (الفرنسية)
- ليزا كودرو على موقع ميوزك برينز (الإنجليزية)
- ليزا كودرو على موقع تيرنر كلاسيك موفيز (الإنجليزية)
- ليزا كودرو على موقع أول موفي (الإنجليزية)
- ليزا كودرو على موقع بوكس أوفيس موجو (الإنجليزية)